# Concatedral basílica de la Asunción de María (Bovino)
La Concatedral Basílica de la Asunción de María o simplemente Catedral de Bovino (en italiano: Basilica Concattedrale di S. Maria Assunta) Es el nombre que recibe un edificio religioso que funciona como la catedral católica en Bovino, región de Apulia, Italia, dedicada a la Asunción de la Virgen María. Antiguamente sede episcopal de la Diócesis de Bovino, ha sido desde 1986 co-catedral en la Arquidiócesis de Foggia-Bovino.
El sitio es antiguo, pero la catedral fue destruida en un terremoto en 1930 y el edificio actual es una reconstrucción del siglo XX, re-consagrada en 1936.
La catedral obtuvo el estatus de una basílica menor en 1970.

## Véase también

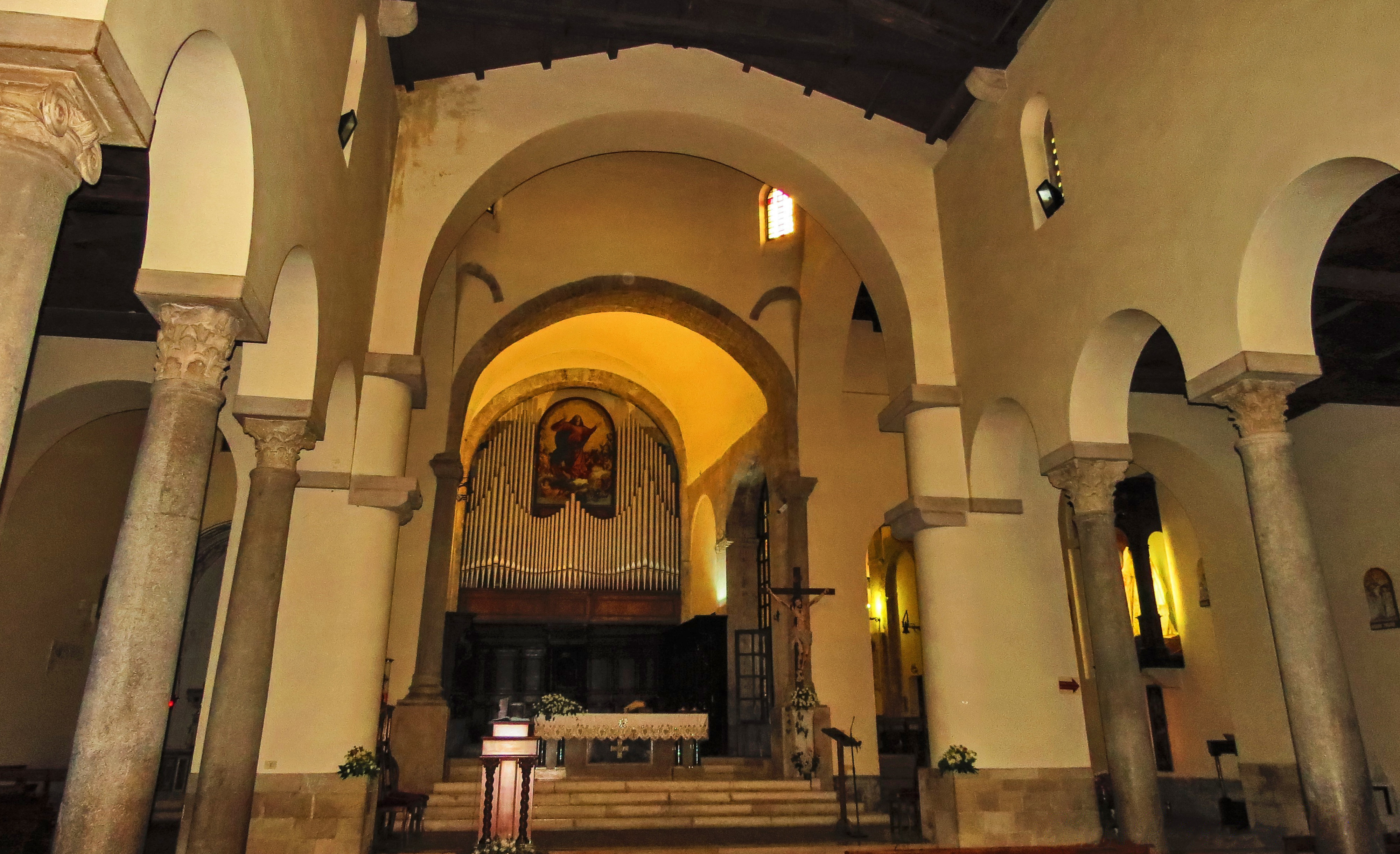
Vista interna